# Pisanello
Pisanello, strokovno znan kot Antonio di Puccio Pisano ali Antonio di Puccio da Cereto, ki ga je Giorgio Vasari tudi zmotno imenoval Vittore Pisano, * ok. 1380/1395, Pisa, Italija, † ok. 1450/1455, Neapelj, Italija
Bil je eden najbolj uglednih slikarjev zgodnje italijanske renesanse in Quattrocento. Pohvalili so ga pesniki, kot je Guarino da Verona, hvalili so ga humanisti njegovega časa, ki so ga primerjali s tako imenitnimi imeni, kot so Cimabue, Fidija in Praksitel.
Pisanello je znan po svojih sijajnih freskah na velikih stenskih poslikavah, elegantnih portretih, majhnih slikah in številnih briljantnih risbah. Je najpomembnejši medaljer za spominske portrete v prvi polovici 15. stoletja in se lahko trdi, da je izviral iz tega pomembnega žanra.
Bil je zaposlen pri beneškem dožu, papežu v Vatikanu in na dvorih Verone, Ferrare, Mantove, Milana, Riminija in pri neapeljskem kralju. V družinah Gonzaga in Este je bil zelo cenjen.
Številna Pisanellova dela so napačno pripisana drugim umetnikom, kot so Piero della Francesca, Albrecht Dürer in Leonardo da Vinci. Medtem ko je večina njegovih slik izgubljena, je ohranjenih precej njegovih risb in medalj.

## Zgodnje življenje
Pisanellovo življenje je nekoliko zavito v skrivnost. Rodil se je med letoma 1380 in 1395 in umrl med letoma 1450 in 1455 (verjetno med 14. julijem in 8. oktobrom 1455). Bil je doma iz Pise, vendar je svoja zgodnja leta preživel v San Vigilio sul Lago na ozemlju Verone. Verjetno ga je zgodaj izučil veronski slikar (morda Altichiero ali Stefano da Verona), saj je njegov zgodnji slog v tradiciji veronskega slikarstva.

## Vajeništvo
Med letoma 1415 in 1420 je bil Pisanello pomočnik priznanega slikarja in iluminatorja Gentileja da Fabriana, od katerega je dobil svoj prefinjen, nežen, natančen slog. Pisanello je od njega dobil tudi okus za dragocene materiale in čudovite tkanine, ki jih najdemo na njegovih kasnejših slikah. Freske v Doževi palači v Benetkah, na katerih sta delala skupaj, so propadle, prav tako freske v baziliki sv. Janeza Lateranskega in palačah Mantove in Pavie.
Leta 1422 naj bi bil Pisanello v Mantovi v službi mladega  Ludovica Gonzage, sina mantovskega markiza Gianfrancesca Gonzage. Še naprej je delal za družino Gonzaga do 1440-ih.
Giorgio Vasari, umetnik in biograf italijanske renesanse, navaja, da je Pisanello delal tudi v delavnici Andrea del Castagna, avtorja poslikanega konjeniškega spomenika Niccolò da Tolentino (1456) v stolnici v Firencah. Gotovo je poznal tudi Paola Uccella, slikarja Bitke pri San Romanu s številnimi konji. Pisanellova ljubezen do risanja konj najbrž najde svoj izvor v tej zvezi; toda ker je o njegovem življenju toliko neznanega, Vasarijeva atribucija ni zanesljiva in je morda le legenda.
Pisanellova Marija s prepelico, ki je zdaj v Museo di Castelvecchio v Veroni, podpisuje »Antonius Pisanus«. Okvirno je datirana okoli leta 1420. Slog je mešanica slogov Gentile da Fabriana in Stefana da Verona. To bi lahko kazalo, da je bil Pisanello tudi njun učenec v Veroni.
Pisanello je spet ostal v Veroni leta 1424. Vendar pa je po mnenju nekaterih strokovnjakov, je istega leta slikal freske o lovu in ribolovu ter o poteh v Pavii. Te je naročil milanski vojvoda Filippo Maria Visconti. O teh freskah ni več sledu.
Nazaj v Mantovi z Gonzagami med letoma 1424 in 1426 je Pisanello naslikal eno svojih pomembnih ohranjenih del: fresko Oznanjenje v San Fermu v Veroni. Florentinski kipar Nanni di Bartolo jo je uporabil za okrasitev nagrobnega spomenika Nicolòja di Brenzonija.
Ko je Gentile da Fabriano umrl v Rimu med avgustom in oktobrom 1427, je bilo njegovo delo v baziliki sv. Janeza Lateranskega nedokončano. Pisanello je freske svojega nekdanjega mojstra dokončal med letoma 1431 in 1432. Vse te freske so bile uničene, ko je baziliko v 17. stoletju obnovil Francesco Borromini. Kupferstichkabinet v Berlinu ima bledo skico te freske, ki jo je narisal Borromini. Medtem ko je bil v Rimu, je na njega vedno bolj vplival klasični slog renesančne umetnosti.

## Slog
Pisanellove risbe so navadno cenjene kot dragulji quattrocenta in predstavljajo dokaze o elegantnih oblačilih tistega časa, vključno s spektakularnimi klobuki. V nasprotju s sodobniki njegove risbe niso osnutki za prihodnje slike, temveč so avtonomna umetniška dela. Sestavil je več knjig risb, podrobnih in natančnih študij favne in flore, narisanih s poetičnim naturalizmom in elegantnih kostumov.

## Plemstvo
Pisanello je potoval v več italijanskih mest in bil seznanjen s številnimi dvori. Nekaj časa je ostal v Firencah. V tem obdobju je naslikal dva pomembna portreta: Portret Sigismunda Luksemburškega, ki je zdaj v Umetnostnozgodovinskem muzeju na Dunaju (toda pripis je še vedno izpodbijan) in Portret moškega (zdaj v Palazzo Rosso v Genovi).
Pisanello se je vrnil v Verono med letoma 1433 in 1438. Njegova fresko mojstrovina iz tega obdobja je Sveti Jurij in princesa iz Trebizonda (ok. 1433–1438) v kapeli Pellegrini, cerkev Sant'Anastasia v Veroni. Obnoviti jo je bilo treba, potem ko je iztekanje vode konec 19. stoletja močno poškodovalo fresko. Na to sliko se je pripravil z velikim številom risb, od katerih jih je veliko na ogled v pariškem muzeju Louvre.

## Portreti in medalje
Od leta 1435 se je Pisanello vedno bolj zanimal za portretiranje in izdelovanje medalj. Predstavljen je bil Leonellu d'Este, markizu Ferrare. Iz tega obdobja izvira njegov znameniti Portret princese iz rodbine Este.
Pisanellova Vizija sv. Evstahija, ki je zdaj v Narodni galeriji v Londonu in je že dolgo pripisana Albrechtu Dürerju zaradi svoje popolnosti te zelo fine table, prikazuje večino živali v profilu ali določenih pozah z miniaturi podobno poslastico. Zgodba na tej majhni sliki (jajčna tempera na lesu) je verjetno le pretveza za prikaz 'plemenitih' živali (konji, lovski psi, jelen, medved ...) in najplemenitejše bitje med vsemi: lovec dvorjan.
Leta 1439 se je Florentinski koncil pogajal z bizantinskim cesarjem Ivanom VIII. Paleologom. Ob tej priložnosti je Pisanello udaril spominsko medaljo cesarja, najzgodnejšo portretno medaljo poklasičnih časov. Naredil je tudi nekaj risb s portreti cesarja in njegove družine (Louvre in Chicago), kar kaže na to, da je imel naročilo za sliko ali fresko za rezidenco Este.
Pisanello je tako postal izumitelj področij portretnih medalj in z njim povezane medaljerske umetnosti. V času svojega življenja je bil Pisanello najbolj znan po svojih medaljah. V kasnejših generacijah je bil večkrat kopiran. Medaljerska umetnost je upadla, ko je odstopala od umetnosti Pisanella. Pred njim je bilo nekaj narejenih medalj udarjenih kot kovani kovanci. Pisanello pa je svoje medalje ulil enako kot bronast nizek relief, nazorno prikazuje delo slikarja in medaljerja. Medalje je celo podpisal z Opusom Pisani Pictoris (izdelal jo je slikar Pisano). Po njegovem mnenju so portreti v njegovih medaljah enaki portretom na njegovih slikah. Dodaja tudi alegorije na hrbtni strani svojih medalj, na primer samoroga v medalji Cecilie Gonzaga, ki je podlaga za plemeniti značaj princese.

## Politični nemiri
Leta 1438 je izbruhnila vojna med vladarjem Milana Filippom Marijo Viscontijem in Beneško republiko. Pisanello je bil v Mantovi z Gianfancrescom Gonzago. Odločili so se, da bodo sodelovali pri zavzetju Verone. Zato ga je beneška vlada imenovala za upornika in mu zagrozila s strogo kaznijo. Samo priprošnja močnega prijatelja ga je lahko ubranila.
Po bivanju v Milanu med letoma 1440 in 1441 se je Pisanello leta 1441. vrnil v Ferraro in tam naslikal svoj priznani Portret Lionela d'Esteja, ki je zdaj na ogled v Accademia Carrara v Bergamu. Njegova Madona z otrokom z dvema svetnikoma (Narodna galerija, London) je verjetno iz istega obdobja. Impresivni ciklus fresk Prizori vojne in viteštva v vojvodski palači v Mantovi verjetno izhaja iz leta 1447.

## Poznejše življenje
Od decembra 1448 do konca življenja je živel v Neaplju, kjer je na aragonskem dvoru užival velik ugled. Pesnik Porcellio je v njegovo čast napisal celo odo. Morda je živel pet ali šest let dlje, vendar v zapisih ni več omenjen.

## Zapuščina
Vzorci Pisanellovega slikarskega dela še vedno obstajajo v Rimu, Benetkah, Veroni, Pistoiji in dva v Narodni galeriji v Londonu (Vizija svetega Evstahija in Marija in otrok s sv. Jurijem in sv. Antonom). Številne njegove risbe je danes mogoče najti v Biblioteca Ambrosiana v Milanu v Italiji in v Louvru v Parizu.
Pisanello je vplival na številne svoje sodobnike, vendar ni ustvaril lastne šole. Njegov genij je na kratko zasijal in po njegovi smrti je bil v vzponu humanistične in klasične kulture renesanse hitro pozabljen. Zdaj ga štejejo za zadnjega in najbolj veličastnega umetnika dvornega sloga gotske umetnosti v 15. stoletju, imenovanega mednarodni gotski slog. Po drugi strani pa ga lahko štejemo tudi za enega prvih predstavnikov renesančnega gibanja.

## Galerija
- Raca (akvarel)
- Štorklja
- Sokol
- Priba
- Smrdokavra
- Študija mačke
- Študija konj
- Opice
- Kamela
- Divja svinja